# Västkustfamiljen
Västkustfamiljen var ett behandlingshem för kriminella och/eller missbrukare. Intagningen skedde via kriminalvård, socialtjänst eller företag. Grundbehandlingen var cirka ett år följt av sex månaders eftervård. Behandlingshemmet hade tre enheter, Marstrand, Kungshamn och Lindesberg. Verksamheten startade i mitten av 1990-talet, och hade ramavtal med Kriminalvården och många av Sveriges kommuner. Verksamheter kring dykning är den primära behandlingsmetoden. På behandlingshemmet utbildades även klienterna upp till PADI Divemaster. I jämförelse med andra behandlingshem i Sverige var det en unik och nischad behandlingsform.
Västkustfamiljen lades ned 2010 efter att det avslöjats att ägaren hade nära kontakt med MC-gänget Hells Angels, och kritik kring behandlingsmetoderna. Först fick man sitt tillstånd indraget och sedan gick företaget i konkurs.